# SN 2010B
SN 2010B – supernowa typu Ia odkryta 7 stycznia 2010 roku w galaktyce NGC 5370. W momencie odkrycia miała maksymalną jasność 14,40m.